# Tomasz Garbacewicz
Tomasz Garbacewicz (ur. 19 lipca 1987 w Świebodzinie) – polski piłkarz ręczny i fizjoterapeuta.

## Życiorys
W barwach Warmii Olsztyn występował przez sześć sezonów w polskiej ekstraklasie. Z klubu odszedł w trakcie pierwszoligowego sezonu 2012/2013. W 2016 został zawodnikiem Pogoni Szczecin, w której rozegrał siedem meczów w Superlidze, zdobywając dwa gole. W październiku tego samego roku opuścił klub.
W 2007 powołany przez Bogdana Wentę do reprezentacji Polski na turniej Christmas Trophy. Wystąpił w nim w meczach z Węgrami (33:27), Czechami (28:33) i Słowacją (29:29), w których zdobył osiem goli.
Ukończył studia z zakresu fizjoterapii w Olsztyńskiej Szkole Wyższej im. Józefa Rusieckiego. W sezonie 2012/2013 był fizjoterapeutą Warmii Olsztyn, w sezonie 2013/2014 pracował jako fizjoterapeuta w koszykarskiej drużynie Wilki Morskie Szczecin.